# Amykos (Gatte der Theano)
Amykos (altgriechisch Ἄμυκος Ámykos, deutsch ‚der Zerfleischer‘, lateinisch Amycus) ist eine Gestalt der griechischen Mythologie.
Amykos stammte aus Troja, heiratete die Theano und wurde Vater des vom etruskischen König Mezentius getöteten Aeneas-Begleiters Mimas.